# Philocelis robrochai
Philocelis robrochai är en plattmaskart som beskrevs av Hooge och Rocha 2006. Philocelis robrochai ingår i släktet Philocelis och familjen Otocelididae. Inga underarter finns listade i Catalogue of Life.